# Vanga de Lafresnaye
La vanga de Lafresnaye (Xenopirostris xenopirostris) és un ocell de la família dels vàngids (Vangidae).

## Hàbitat i distribució
Habita zones àrides amb matolls de les terres baixes del sud-oest i sud de Madagascar.